# Haslau bei Birkfeld
Haslau bei Birkfeld là một đô thị thuộc huyện Weiz thuộc bang Steiermark, nước Áo. Đô thị Haslau bei Birkfeld có diện tích 14,01 km², dân số thời điểm cuối năm 2005 là 477 người.